# George Messier
George Louis René Jean Messier (* 23. April 1896 in Monts, Département Indre-et-Loire; † 23. Januar 1933 in Rambouillet, Département Seine-et-Oise; teilweise auch Georges Messier) war ein französischer Ingenieur, Erfinder und Industrieller. Er gilt als Begründer der industriellen Entwicklung und Fertigung von Flugzeugfahrwerken.

## Leben und Werk

### Frühe Jahre
George Messier kam am 23. April 1896 in Monts im Département Indre-et-Loire als Sohn des Ingenieurs André Hector Jean Louis Philippe Messier und dessen Ehefrau Marguerite Henriette Marcelle Raabe zur Welt. Sein Vater war Direktor der in Monts gelegenen Pulverfabrik Le Ripault. Er studierte in Lille und Rennes. Eine geplante Teilnahme an der Eintrittsprüfung für die Elitehochschule École polytechnique 1914 konnte er wegen gesundheitlicher Probleme nicht realisieren. Im Ersten Weltkrieg war er in der chemischen Industrie tätig, wo er an der Herstellung von Sprengstoffen beteiligt war. Am 27. September 1919 heiratete Messier in Bordeaux Yvonne Lucie Bonnamy.

### 1920–1926: Hydropneumatische Federungen und Stoßdämpfer, Automobilproduktion

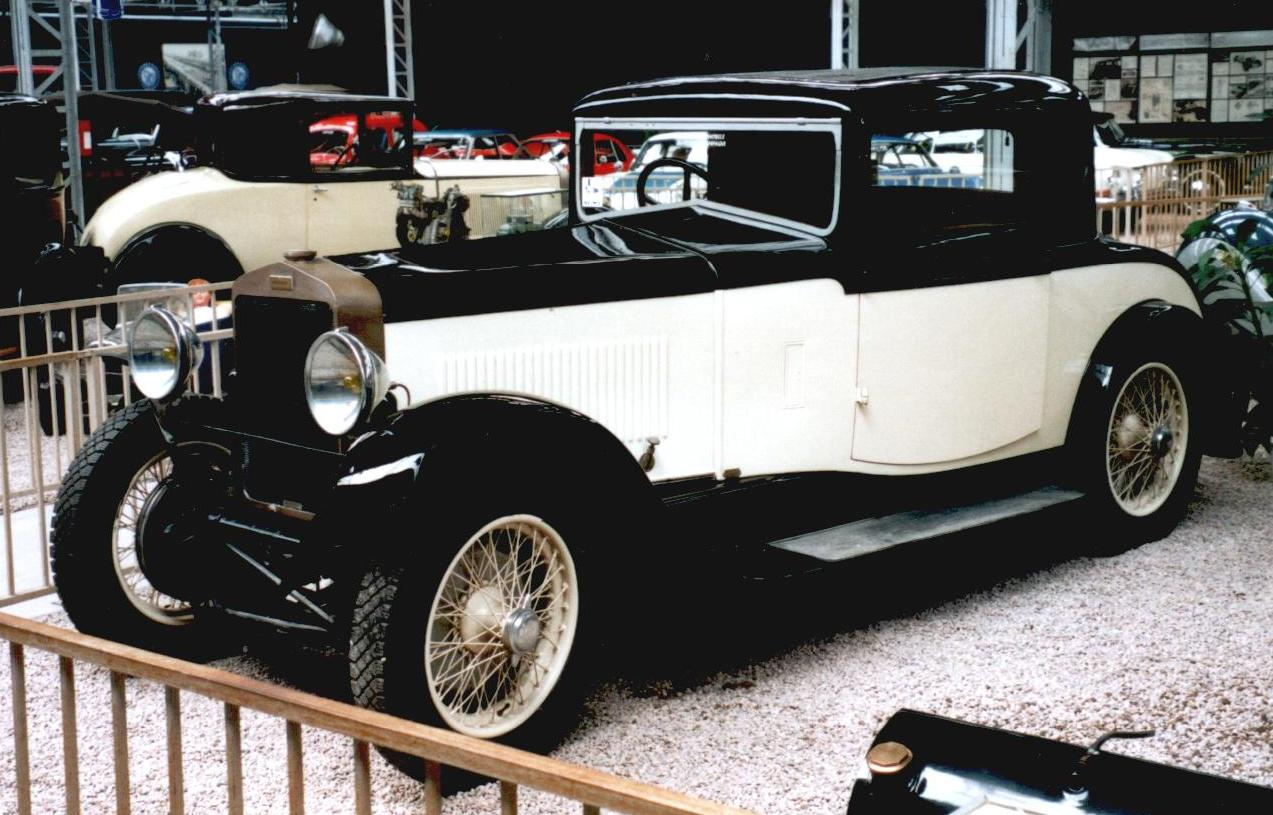
Messier-Personenwagen

Nach dem Krieg widmete er sich bis zu seinem frühen Unfalltod der Entwicklung von Federungen und Stoßdämpfern, zunächst für Automobile, anschließend für Flugzeuge. 1920 arbeitete er an der Entwicklung pneumatischer und hydropneumatischer Stoßdämpfer und reichte 1921 seine ersten Patentanträge hierzu ein. Nachdem er entsprechende Systeme mit einer Gruppe von Mitarbeitern realisiert und an Automobilen erprobt hatte, gründete er 1925 im Pariser Vorort Montrouge das Unternehmen Messier Automobiles, im August desselben Jahres umbenannt in Société anonyme de construction mécanique de la Seine, das leichte Personenwagen mit vollständig hydropneumatischer Federung baute. Den unter dem Markennamen Messier sans ressorts („Messier ohne Federn“) vermarkteten Fahrzeugen war nur mäßiger kommerzieller Erfolg beschieden; es wurden etwa 150 Exemplare hergestellt.

### 1927–1933: Flugzeugfahrwerke; früher Tod

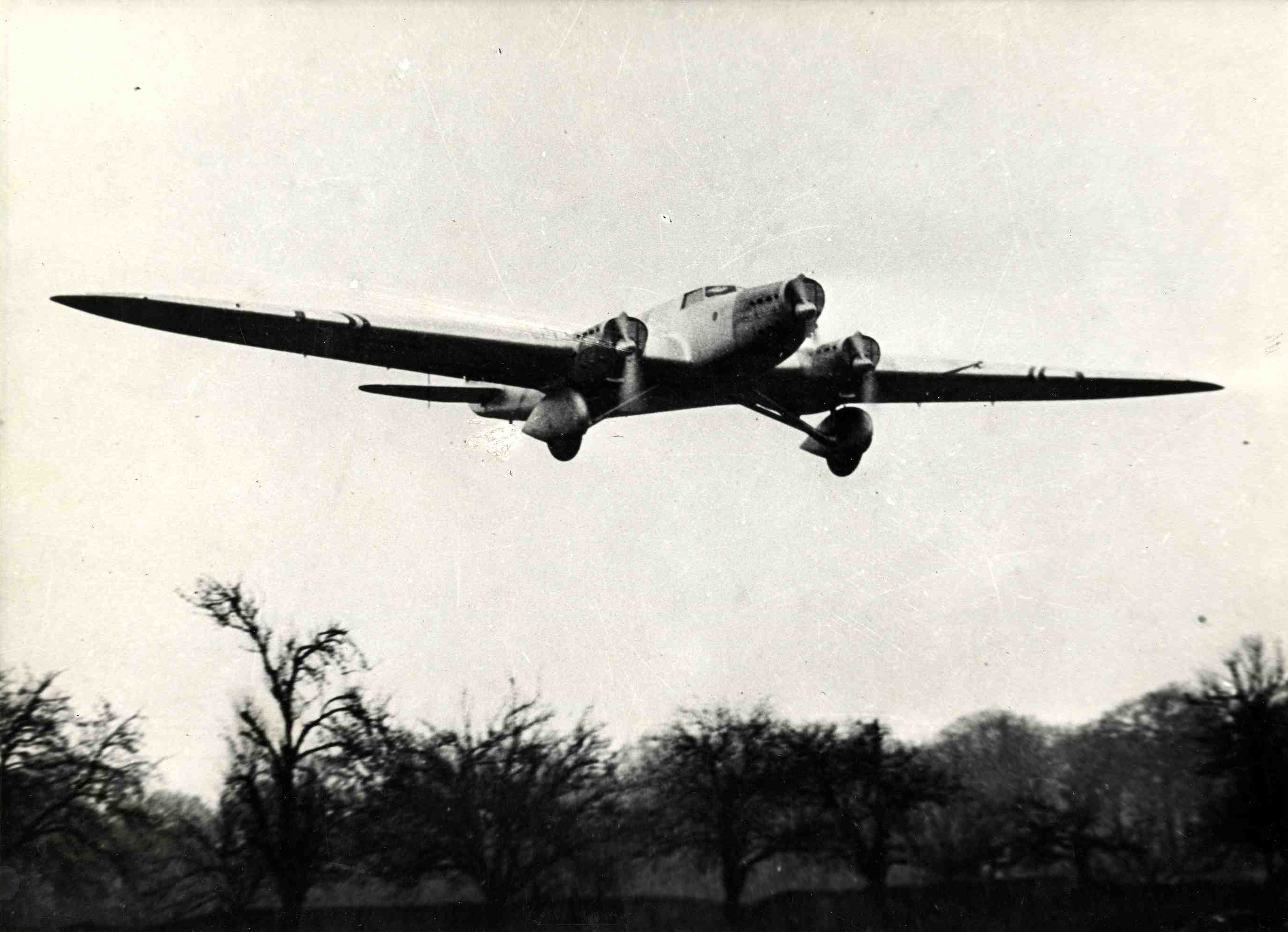
Couzinet 70 von 1933 mit Fahrwerk von Messier

1927 wendete sich Messier endgültig Anwendungen in der Luftfahrt zu. Zusammen mit dem Ingenieur René Lucien gründete er am 27. August 1928 (nach anderen Angaben bereits 1927) die Société Française de Matériel d’Aviation, die ab 1932 unter dem Namen Messier, le spécialiste du train d’atterrissage („Messier, der Spezialist für Flugzeugfahrwerke“) firmierte. Das Unternehmen entwickelte und vertrieb komplette Fahrwerke, in die Neuerungen wie hydropneumatische Stoßdämpfer und hydraulisch betätigte Trommelbremsen integriert waren. Ab 1929 wurden hydraulisch einziehbare Fahrwerke angeboten. Zu den Anfang der 1930er Jahre mit Messier-Fahrwerken ausgerüsteten Flugzeugen gehörten die Transport- und Passagierflugzeuge Farman F.190, Farman F.300, die Version 25-3R der Latécoère 25, die Latécoère 28 sowie das Militärflugzeug Potez 25 in der Version 25 A2 Coloniale sowie das Postflugzeug Couzinet 70.
Am 23. Januar 1933 starb George Messier im Alter von 36 Jahren an den Folgen eines Reitunfalls in Rambouillet im Département Seine-et-Oise (heute Département Yvelines).

### Messiers Unternehmen nach seinem Tod

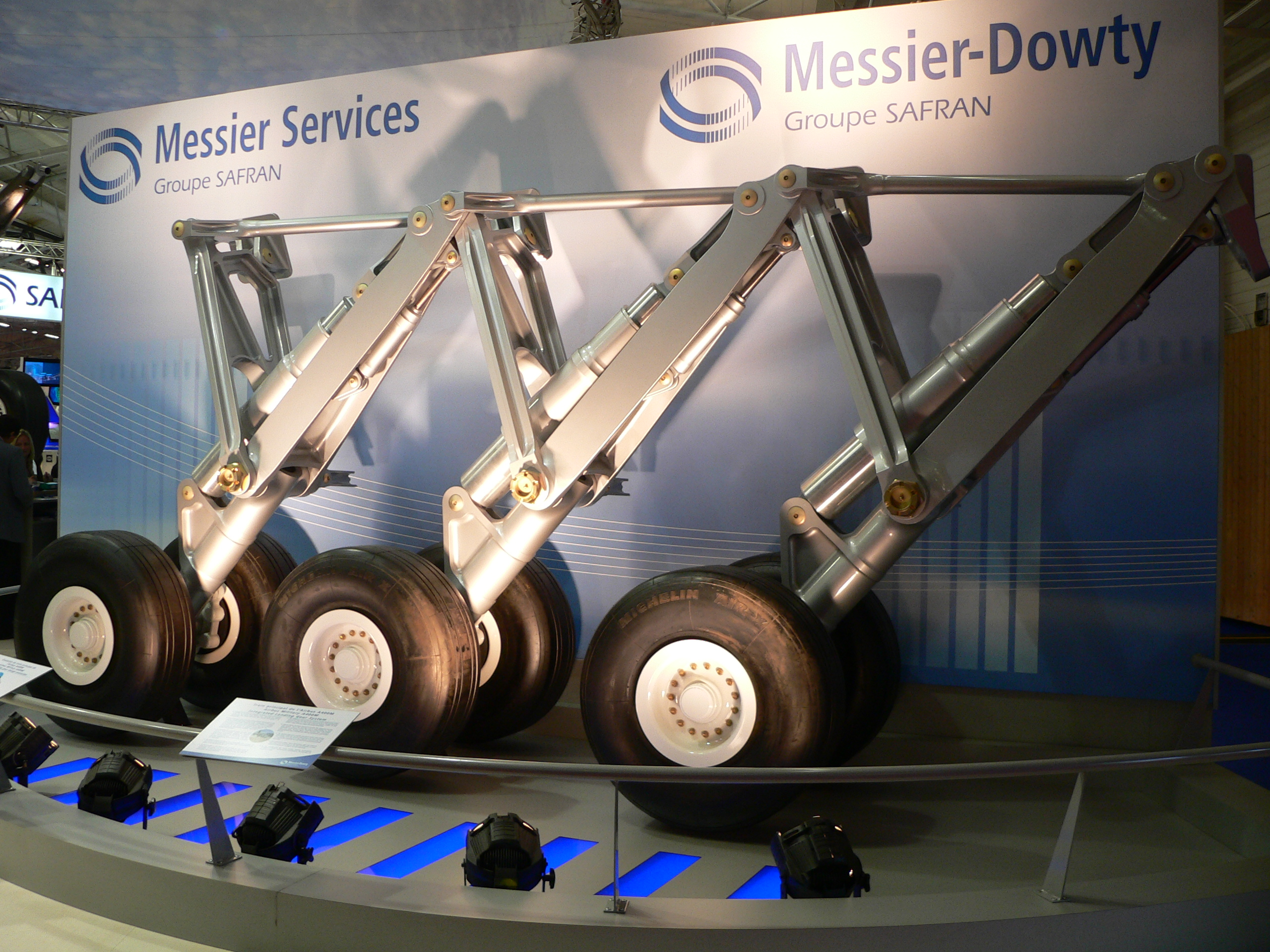
Fahrwerk des Airbus A400M von Messier-Dowty (2007)

Nach Messiers Tod führten dessen Witwe und sein Teilhaber René Lucien das Unternehmen weiter. 1937 (nach anderen Angaben erst 1971) fusionierte das Unternehmen Messier mit der Flugzeugfahrwerksparte von Hispano-Suiza zu Messier-Hispano. 1977 fand ein Zusammenschluss mit Bugatti zu Messier-Hispano-Bugatti statt, 1990 eine Umfirmierung zu Messier-Bugatti. 1994 wurden die Fahrwerksparten von Messier-Bugatti und Dowty in das neugegründete Unternehmen Messier-Dowty verschmolzen, während Messier-Bugatti weiterhin Räder, Bremsen und Hydrauliksysteme herstellte. 2011 fusionierte Messier-Dowty mit dem Schwesterunternehmen Messier-Bugatti zu Messier-Bugatti-Dowty und ist heute als Safran Landing Systems ein Teil des Safran-Konzerns.

## Ehrungen und Auszeichnungen
In Oloron-Sainte-Marie und dem benachbarten Bidos im Département Pyrénées-Atlantiques sind in unmittelbarer Nähe eines Werks von Safran Landing Systems Straßen nach George Messier benannt; ebenso trägt in Montrouge, dem ersten Sitz seines Unternehmens, eine Straße seinen Namen.